# Projekt Araucaria
Projekt ARAUCARIA – międzynarodowy projekt naukowy, którego celem jest kalibracja kosmicznej skali odległości. Badania prowadzone w ramach projektu dotyczą metod wyznaczania odległości do bliskich galaktyk, wchodzących w skład tzw. Grupy Lokalnej oraz Grupy Rzeźbiarza. Najważniejszym osiągnięciem zespołu było niezwykle precyzyjne wyznaczenie odległości do Wielkiego Obłoku Magellana, który stanowi podstawę wyznaczania odległości do odległych galaktyk, a w konsekwencji wpływa na dokładność wyznaczenia stałej Hubble’a H0.

## Kalibracja Kosmicznej Skali Odległości
Zróżnicowanie skali odległości we Wszechświecie wymaga stosowania różnych metod pomiaru, z których każda ma ograniczony zakres stosowalności oraz ograniczoną dokładność. Oznacza to, że metody, które można stosować do odległych galaktyk, muszą zostać skalibrowane w oparciu o najbliższe galaktyki Grupy Lokalnej. Pomiary do najbliższych galaktyk z kolei kalibruje się w oparciu o pomiary odległości do gwiazd w naszej Galaktyce. Procedura taka nazywana jest "drabiną odległości", ponieważ dotarcie do ostatniego szczebla "drabiny" wymaga przejścia przez wszystkie poniższe szczeble. Oznacza to również, że niedokładność pomiarów na niższych szczeblach propaguje się na każdy wyższy szczebel "drabiny odległości".
Jednym z najważniejszych przykładów jest wyznaczenie wartości stałej Hubble’a H0 oraz rozmiarów obserwowanego wszechświata. Pomiary paralaksy wykonane przez kosmiczny teleskop Hipparcos pozwoliły na wyznaczenie precyzyjnych odległości do około 1 miliona gwiazd w odległościach mniejszych niż 150 parseków od Słońca. 
Wyniki te posłużyły do analizy układów podwójnych gwiazd późnych typów w Wielkim Obłoku Magellana i wyznaczenia precyzyjnej odległości do tej galaktyki. Dzięki temu została skalibrowana zależność okres – jasność dla Cefeid w Wielkim Obłoku Magellana, co umożliwiło pomiar odległości do galaktyk, w których zaobserwowano zarówno cefeidy, jak i supernowe typu Ia. Możliwa była tym samym kalibracja zależności odległości z jasnością supernowych. Pomiary jasności supernowych w jeszcze odleglejszych galaktykach (w których już nie widzimy cefeid) posłużyły do wyznaczenia odległości do nich oraz do skalibrowania Prawa Hubble’a.

## Zakres Badań
Badania zespołu koncentrują się na metodach wyznaczania odległości w skalach od 0,5 kpc do około 20 Mpc. Badane są gwiazdy pulsujące spełniające zależność okres – jasność  (cefeidy klasyczne oraz gwiazdy typu RR Lyrae), gwiazdy Red Clump, Wierzchołek Gałęzi Czerwonych Olbrzymów (TRGB), układy podwójne późnych typów widmowych, zależność strumień – grawitacja – jasność. Analizowany jest wpływ rozmaitych błędów systematycznych wpływających na pomiary odległości, takich jak ekstynkcja międzygwiazdowa, skład chemiczny czy wiek gwiazd w badanych galaktykach. Część badań dotyczy również fizyki wnętrz gwiazdowych, w tym konwekcji i transferu promieniowania. 

## Najważniejsze Odkrycia
W 2010 roku zespół opublikował w prestiżowym tygodniu naukowym „Nature” precyzyjne wyznaczenie masy cefeidy klasycznej o katalogowej nazwie OGLE-LMC-CEP-0227. Było to pierwsze bezpośrednie wyznaczenie masy gwiazdy pulsującej. 
W 2012 roku na łamach tygodnika „Nature” opublikowano zaskakujące wyniki analizy unikalnego układu podwójnego gwiazd, znajdującego się w pobliżu centrum Drogi Mlecznej. Układ ten, o katalogowej nazwie OGLE-BLG-RRLYR-02792, składa się z dużej czerwonej gwiazdy (czerwonego olbrzyma) oraz gwiazdy okresowo zmieniającej rozmiary (pulsującej) w sposób charakterystyczny dla dobrze znanej grupy gwiazd zmiennych typu RR Lutni. Nowy typ gwiazd nazwany został Binary Evolution Pulsators (BEP). W 2013 roku zespół opublikował precyzyjne wyznaczenie odległości do Wielkiego Obłoku Magellana, którego dokładność wynosi 2%. Do wyznaczenia odległości wykorzystano obserwacje ośmiu układów podwójnych późnych typów widmowych, znajdujących się Wielkim Obłoku Magellana.

## Obserwacje
Charakter badań wymaga prowadzenia częstych i wieloletnich obserwacji z wykorzystaniem rozmaitych technik: wielopasmowych pomiarów fotometrycznych, pomiarów spektroskopowych oraz pomiarów interferometrycznych. W ciągu 14 lat badań zespół prowadził obserwacje przez ponad 200 nocy przy pomocy teleskopów o średnicy zwierciadła powyżej 8 metrów oraz ponad 800 nocy przy pomocy teleskopów o średnicy zwierciadła poniżej 8 metrów. Do 2014 roku obserwacje prowadzone były łączenie przy pomocy 18 teleskopów rozmieszczonych w 7 obserwatoriach:
Obserwatorium Paranal ESO, Obserwatorium La Silla ESO, Obserwatorium Las Campanas, Międzyamerykańskie Obserwatorium Cerro Tololo (CTIO), South African Astronomical Observatory (SAAO), Mauna Kea Observatories (MKO), Mount Wilson Observatory (MWO). Obserwacje prowadzono również przy pomocy Kosmicznego Teleskopu Hubble’a oraz Kosmicznego Teleskopu Spitzera.

## Zespół naukowy
Pracą zespołu kieruje prof. Grzegorz Pietrzyński oraz prof. Wolfgang Gieren. W skład zespołu wchodzą naukowcy z siedmiu instytucji: 
- Obserwatorium Astronomiczne Uniwersytetu Warszawskiego (Grzegorz Pietrzyński, Bogumił Pilecki, Ksenia Suchomska, Paulina Karczmarek, Marek Górski, Piotr Konorski, Piotr Wielgórski)
- Departamento de Astronomia, Universidad de Concepcion, Chile (Wolfgang Gieren, Dariusz Graczyk)
- Institute for Astronomy, Uniwersytet Hawajski, Honolulu, USA (Rolf Kudritzki, Fabio Bresolin, Miguel Urbaneja)
- Carnegie Institution for Science, USA (Ian Thompson)
- Astrophysikalisches Institut Potsdam, Niemcy, (Jesper Storm)
- Dipartimento di Fisica, Universita di Pisa, Włochy (Pier Giorgio Prada Moroni)
- Osservatorio Astronomico di Roma, Włochy (Giuseppe Bono)
- Observatoire de la Côte d'Azur, Francja (Nicolas Nardetto)

Ponadto prowadzona jest ścisła współpraca z funkcjonującym w Obserwatorium Astronomicznym Uniwersytetu Warszawskiego projektem OGLE.

## Nazwa projektu
Araukaria chilijska (Araucaria araucana) to nazwa drzewa rosnącego na andyjskich terenach Chile, symbol międzynarodowej współpracy nad projektem.

## Wyróżnienia
Ogłoszenie na łamach prestiżowego tygodnika „Nature” pomiaru odległości do pobliskiej galaktyki – Wielkiego Obłoku Magellana zostało nominowane do Plebiscytu „Nauka to wolność” i uznane za drugie z najważniejszych odkryć ostatniego 25-lecia.